# Episodi di Undicesima ora (seconda stagione)
La seconda stagione della serie televisiva Undicesima ora è stata trasmessa in anteprima negli Stati Uniti d'America dalla NBC tra il 2 ottobre 1963 e il 22 aprile 1964.
| nº | Titolo originale                                       | Titolo italiano | Prima TV USA     | Prima TV Italia |
| -- | ------------------------------------------------------ | --------------- | ---------------- | --------------- |
| 1  | Cold Hands, Warm Heart                                 |                 | 2 ottobre 1963   |                 |
| 2  | The Silence of Good Men                                |                 | 9 ottobre 1963   |                 |
| 3  | Fear Begins at 40                                      |                 | 16 ottobre 1963  |                 |
| 4  | And God Created Vanity                                 |                 | 23 ottobre 1963  |                 |
| 5  | Oh, You Shouldn't Have Done It                         |                 | 30 ottobre 1963  |                 |
| 6  | The Bronze Locust                                      |                 | 6 novembre 1963  |                 |
| 7  | What Did She Mean by Good Luck?                        |                 | 13 novembre 1963 |                 |
| 8  | This Wonderful Madman Calls Me Beauty                  |                 | 20 novembre 1963 |                 |
| 9  | Four Feet in the Morning                               |                 | 27 novembre 1963 |                 |
| 10 | The Bride Wore Pink                                    |                 | 4 dicembre 1963  |                 |
| 11 | There Should Be an Outfit Called 'Families Anonymous'! |                 | 11 dicembre 1963 |                 |
| 12 | La Belle Indifference                                  |                 | 18 dicembre 1963 |                 |
| 13 | Is Mr. Martian Coming Back?                            |                 | 25 dicembre 1963 |                 |
| 14 | My Door Is Locked and Bolted                           |                 | 1º gennaio 1964  |                 |
| 15 | Sunday Father                                          |                 | 8 gennaio 1964   |                 |
| 16 | How Do I Say I Love You?                               |                 | 15 gennaio 1964  |                 |
| 17 | You're So Smart, Why Can't You Be Good?                |                 | 22 gennaio 1964  |                 |
| 18 | Who Chopped Down the Cherry Tree?                      |                 | 29 gennaio 1964  |                 |
| 19 | Cannibal Plants, They Eat You Alive                    |                 | 5 febbraio 1964  |                 |
| 20 | The Only Remaining Copy Is in the British Museum       |                 | 12 febbraio 1964 |                 |
| 21 | 87 Different Kinds of Love                             |                 | 19 febbraio 1964 |                 |
| 22 | The Secret in the Stone                                |                 | 26 febbraio 1964 |                 |
| 23 | A Full Moon Every Night                                |                 | 4 marzo 1964     |                 |
| 24 | Who Is to Say the Battle Is to Be Fought?              |                 | 11 marzo 1964    |                 |
| 25 | Prodigy                                                |                 | 18 marzo 1964    |                 |
| 26 | Does My Mother Have to Know? (Part 1)                  |                 | 25 marzo 1964    |                 |
| 27 | Does My Mother Have to Know? (Part 2)                  |                 | 1º aprile 1964   |                 |
| 28 | A Pattern of Sundays                                   |                 | 8 aprile 1964    |                 |
| 29 | To Love Is to Live                                     |                 | 15 aprile 1964   |                 |
| 30 | The Color of Sunset                                    |                 | 22 aprile 1964   |                 |